# Lotus Sametime
Lotus Sametime是一套企業用的即時通訊應用程式，同時也是一套網頁型網路會議應用程式，Lotus Sametime是由IBM公司的Lotus軟體部門所研發、銷售。
Lotus Sametime能提供企業各種即時通訊的功效，包括顯示聯絡人的線上狀態（如離線、忙碌等）、用瀏覽器的網頁來進行遠端會議等。Lotus Sametime也支援各種通訊標準，如SIP、SIMPLE、T.120、以及H.323等通訊協定，此外Lotus Sametime也能與Lotus Notes整合使用。

## 2家軟體業者的技術融合
在IBM正式推出Lotus Sametime前，IBM前後收購了2家軟體業者，在取得這2家業者的軟體技術後，IBM將這些軟體技術進行融合，如此才開發出Lotus Sametime。
有關此，IBM第一家收併的業者為美國的Databeam，該公司提出一種資訊架構，透過該架構為用戶代管會議系統，如此用戶可以進行網路會議，例如透過網頁進行文字訊息的交談，以及用H.323協定來進行多媒體性的網路會議。
另一家被收併的業者是以色列的公司，該公司專長於聯絡人狀態的感知技術，透過該軟體技術可以知道網路另一端的聯絡人是在線上（Online）還是正在開會（Conferencing）等。

## 支援的作業系統
Lotus Sametime分成伺服端與用戶端，用戶端部分可安裝在各種作業系統上執行，包括Windows、Linux、Mac OS等；伺服端方面也同樣支援多種作業系統，包括Windows、Linux、Solaris、AIX、i5/OS等。

## 運用閘道器與其他即訊軟體互通
2007年4月IBM推出新版的Lotus Sametime：7.5.1版，新版具有多種新功效與新特點，其中一項新特點稱為Lotus Sametime Gateway（閘道器），透過閘道器Lotus Sametime能夠與AIM、Yahoo! Messenger、Google Talk等其他即時通訊軟體進行通訊。由於Google Talk用的是XMPP通訊協定，Lotus Sametime能透過XMPP的軟體工具（如Jabber）來與Google Talk互動。值得注意的是，Google Talk也是近陣子Lotus Sametime Gateway所唯一正式承認能夠互通的XMPP系統（或稱XMPP協定的應用程式）。

## 發展大變革：改採Eclipse平台框架
Lotus Sametime從7.5.x版之後改採Eclipse（日蝕）軟體平台，以此平台為基礎來重新建構、詮釋舊版Lotus Sametime的各項應用功效，採行Eclipse平台後，程式設計師可依據Eclipse的平台框架來開發、撰寫Lotus Sametime的外掛程式，與Lotus Sametime過去專屬的程式架構相比，Eclipse的平台框架已廣為資訊業界所用，許多程式師都已熟悉Eclipse平台及其相關技術，因此Lotus Sametime改用Eclipse平台將有助於其後續發展，例如支援Lotus Sametime的外掛程式可望比過去舊版為多。

## 交談內容可封存歸檔
7.5版之後的Lotus Sametime能將電子式聊天（Chat）的文字訊息進行封存歸檔，這是舊版所缺乏的。此外過去Lotus Sametime所搭配使用的軟體工具：ZapNotes及NotesBuddy等，在7.5版之後依然會持續保有其介面，不過在Lotus Sametime的本體程式就具有封存歸檔功效後，此2套管理工具的角色已與外掛程式無異。

## 外部連結
- IBM Lotus Sametime Enterprise Instant Messaging website （页面存档备份，存于） - IBM Lotus Sametime的官方網頁 （英文）
- Lotus Sametime Product Documentation （页面存档备份，存于） - IBM Lotus Sametime的產品文件 （英文）
- IBM Lotus Sametime Information Center - IBM Lotus Sametime的資訊中心 （英文）
- Extending Sametime 7.5, Building Plug-ins for Sametime -- plug-ins based on Eclipse and OSGi technology （页面存档备份，存于） - 以Eclipse、OSGi等技術為基礎，來開發、撰寫Lotus Sametime所用的外掛程式。（英文）
- IBM Lotus Software website （页面存档备份，存于） - 所有IBM Lotus軟體的入口網頁（英文）
- Lotus Sametime Gateway website （页面存档备份，存于） - IBM Lotus Sametime Gateway的官方網頁 （英文）
- IBM Lotus Sametime for i5/OS （页面存档备份，存于） -安裝並執行在i5/OS作業系統上的IBM Lotus Sametime （英文）
- Sametime Plug-in （页面存档备份，存于） for Trillian - Trillian軟體的的外掛程式，Trillian軟體加裝此外掛程式後即可與Sametime互通 （英文）
- Meanwhile Project （页面存档备份，存于） - Meanwhile專案，該專案發展出可相容於Sametime的函式庫，並採LGPL方式授權 （英文）
- - Miranda IM的外掛程式，可讓Miranda IM與Sametime互通（仍在開發中）（英文）
- IBM Lotus Sametime Connect Plug-in Developer articles - 有關開發Sametime外掛程式的設計開發文章 （英文）